# أرشيف

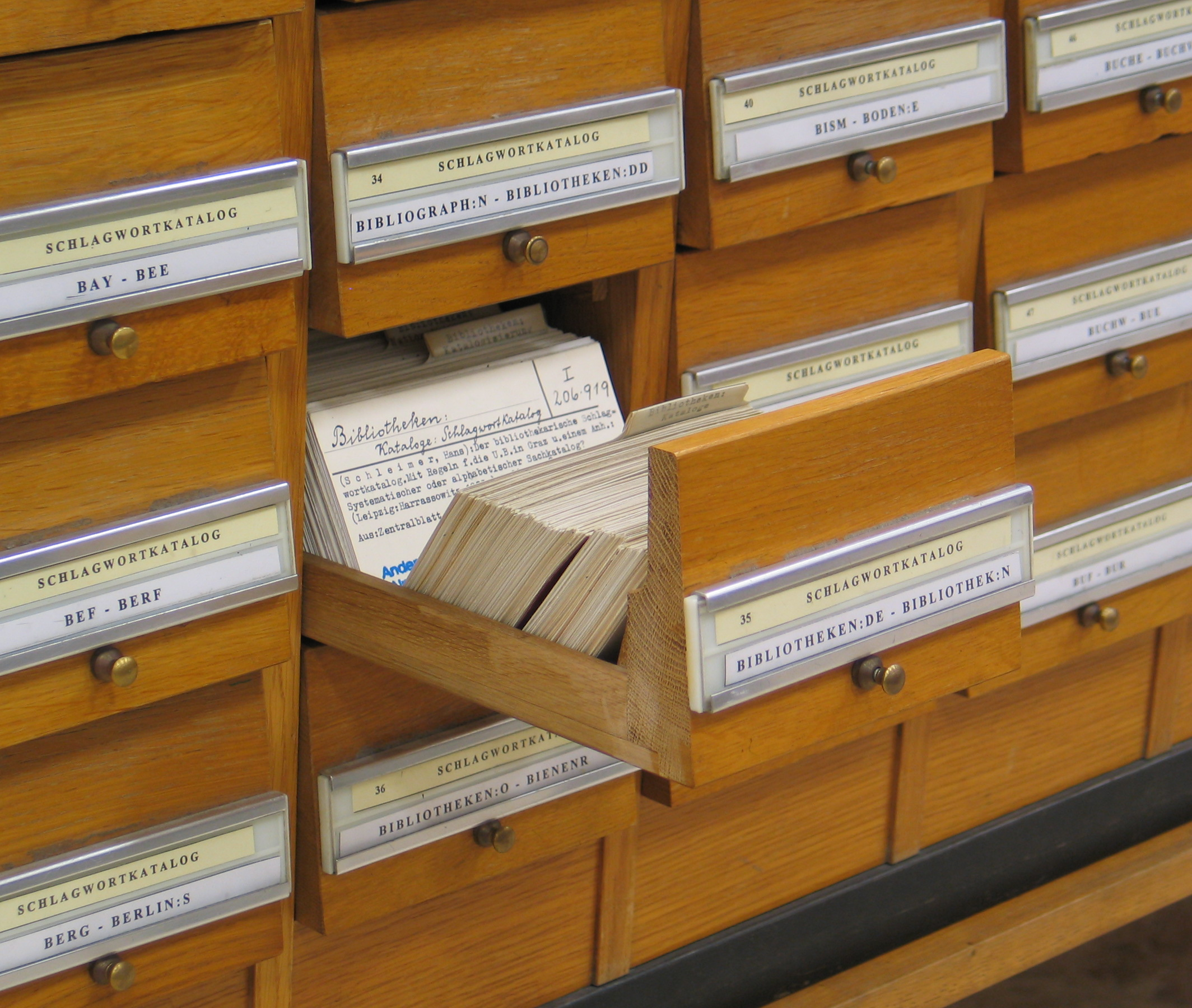

الأرشيف أو الربائد ومفردها رَبيدةُ أو المحفوطات هو مجموعة من الوثائق ذات شكل أو وعاء، أنشأها أو تلقاها فرد أو مؤسسة أو منشأة خاصة أو عامة، في إطار إنجازها لأنشطتها.

## لغويًا
الرَّبيدةُ - مفردها رَبيدةُ، وجمعها: رَبَائِدُ. [ ر. ب. د ].: ما يصان فيه الكتب والسجلات. يطلق مصطلح رَبَائِدُ الْمَكْتَبَةِ ": مَا تُصَانُ فِيه الكتُبُ والسِّجِلاَّتُ.
أما كلمة «الأرشيف Archives»:- تشير إلى «Arkhè-أرخ»، بالمعنى الناموسي، والذّي يفيد بمعنى البدء  والأمر بآن معًا. هذه الكلمة تدمج ظاهريًّا وفقًا للطبيعة أو للتاريخ، وأيضًا إلى لقانون (الناموس) حيث يأمر البشر والآلهة، في مكان تمارس السلطة والنظام الاجتماعي، تمامًا حيث يصدر منه الأمر.
إن معنى أرشيف، يأتي من الكلمة اليونانية «Archeion-أرخيون» والتّي تعني أساسًا: «بيت، مسكن، عنوان، كما تُشير إلى مبنى الإدارة أو مكتب رئيس القضاة أو مجلس الشيوخ وفي المدن الصغيرة كانت تطلق على مجلس البلدية أو مجلس المدينة».
الأرخونات «Archons» أولئك الذين يصدرون الأوامر، أو من يتولّون منصب السلطة، وبالتالي يُطلق عليهم ب«حرّاس الوثائق».

## مفهوم الأرشيف
اللفظة أرشيف، كلمة لاتينية أصلها «أرشيفوم» مأخوذة من الكلمة اليونانية «أرخيا» التي كانت في بداية استخدامها تشير إلى الوثائق المتعلقة بتاريخ عائلة أو فرد أو مجموعة. ومع مرور الوقت، وتطوّر المفاهيم والمصطلحات، توسّع المعنى ليشمل مجموع الوثائق الّتي تُخرج من التداول وتحزن في مكان معيّن تحت سلطة أفراد أو مؤسسات.
إن وظيفة الأرشيف الأرخونيّة لا تقتصر في أن يكون الأرشيف مودعًا في مكان ما تحت تصرّف سلطة تأويليّة شرعيّة، بل يجب أن تقترن القدرة الأرخونية هذه على مبدأ الاستيداع، أي مبدأ ضم وتجميع -"جمع الوثائق معًا" «Gathering together»، والذي يهدف إلى تنسيق الوثائق ضمن جسم واحد، وفق نظام أو ترتيب زمني، بحيث تبرز كلّ العناصرفي شكل مثاليّ وموحد ومتكامل. في الأرشيف ينبغي ألّا يكون أي انفصال مطلق، أو تغاير«Heterogeneity» أو سر من شأنه أن يؤدي إلى فصل أو تفريق الوثائق «Secernere»، أو تقسيمها بشكل مطلق. إن وجود تغاير أو فصل مطلق يشكّل تهديدا في المبدأ الأرخوني، ويهدد حتّى امكانية الاستيداع لما يحمله من تبعات خطيرة لنظرية الأرشيف، وتطبيقاتها الممأسسة.

## أقسام وأصناف الأرشيف
يقسم الأرشيف إلى نوعين رئيسيين هما: الأرشيف العام والأرشيف الخاص.
الأرشيف العام: يتكون من مختلف الوثائق التي تنتجها أو تتوصل بها هيئات الأحزاب والدولة والجماعات المحلية.
الأرشيف الخاص: يشمل الوثائق التي يمتلكها الأفراد، العائلات، المؤسسات، أو المنظمات غير الحكومية.
إن تقسيم الأرشيف إلى فئات متعددة يعتمد بشكل أساسيّ على حجم وأهمية المجموعات الأرشيفية، بالإضافة إلى الأماكن المناسبة لحفظها وكفاءة الإدارة الارشيفية ودقة تنظيمها. وتبعا لذلك، تصنف الأرشيفات إلى الفئات التالية:
1. الأرشيف التاريخي
2. الأرشيف القضائي
3. أرشيف الأدب والفنون
4. الأرشيف السياسي
5. الأرشيف الإداري
6. الأرشيف العسكري
7. الأرشيف السري
8. أرشيف الخرائط والأطالس

## حمى الأرشيف؛ جاك دريدا
ينظر دريدا إلى الأرشيف، الذّي يسميه "حمى الأرشيف: انطباع فرويدي": نتيجة رغبته القهرية في حفظ المستندات والوثائق، بهدف حمايتها من الضياع والخسارة. هذه الرغبة تنبع من الحاجة إلى حفظ وحماية المعرفة، وكذلك السلطة والتاريخ في مكان تمارس فيه السلطة الحاكمة، والنظام الاجتماعي وهو ما يسمّى بحراس الوثائق، الذين يضمنون حماية المؤسسة والمقرّ، وفي الوقت ذاته يكونون حاملين للسند للمادة. يعتبر دريدا الوثائق محلّ سلطة، كونها أماكن استيداع تحمل آلية للتذكّر.

## العنف الأرشيفي الإسرائيلي: التحكّم بالذاكرة وتزوير التاريخ الفلسطيني[7]
في إطار مصطلح "العنف الأرشيفي" كما قدّمه دريدا، يسلّط الضوء على الطرق التّي بها تستخدم الوثائق الأرشيفية التاريخية أداة لتحقيق الهيمنة والسلطة وفرض السيطرة من خلال القمع والقوة السياسية، يهدف هذا الاستخدام إلى تشكيل المعرفة، وتحريف الحقائق في الأرشيف لصياغة الذاكرة الجمعية وتحريفها، عبر المستندات والوثائق الارشيفيّة التّي نُهبت في حرب ١٩٤٨ (النكبة) -أنموذجا- من القرى والمدن التّي استولي عليها لاحقًا لصالح أجندات سياسية اسرائيلية، بهدف تشكيل هوية جمعية تخدم مصالحهم، وتقديم فهم مزوّر للتاريخ استنادًا إلى الأساليب الحاكمة، والأدوات السلطوية. حتى اليوم، لا يزال أرشيف الدولة في اسرائيل المتعلّق في القرى والمدن المهجّرة في حالة حجب مستمرّة منذ عام ١٩٤٨.
أهمية الأرشيف في الحفاظ على الذاكرة الجمعيّة
يساهم الأرشيف في الحفاظ على الذاكرة الجمعيّة إن كان في فلسطين أو لدى الشعوب المنكوبة التّي تُعاني من ويلات الاستعمار.
لذلك، أطلقت بعض المؤسسات الفلسطينيّة مبادرات تهدف إلى حفظ تاريخ الشعب الفلسطيني، من خلال اتخاذ خطوات لحفظ الأرشيف عبر إقامة مبادرات متنوعة تسعى في الحفاظ على الأرشيف، من أبرزها:
مؤسسة خزائن: بدأت هذه المؤسسة في عام في ٢٠١٦ بهدف بناء أرشيف يوثّق الحياة اليومية للفلسطينيين، وما عاشوه من حروب ومحن، من خلال تجميع مادة "الأفيمرا" مثل الملصقات، المنشورات، وغيرها من القصاصات القصيرة الأخرى التي تمثّل جزءًا من تاريخهم.
مبادرة آليّة الحفظ والنشر: تسعى بدورها إلى أن تصبح أرشيفا مجتمعيّا غنيّا ومرجعا للباحثين. تساهم المبادرة في تطوير قواعد بيانات مرجعية ، حيث تُحفظ المواد المجمعة في صناديق مقاومة للأكسدة لضمان استدامتها. عمل الفريق على تجميع ما يقارب ٦٠ ألف مادة، تشمل بين كتبا وملصقات، لإبانة وتوثيق التطوّرات الاجتماعية واليومية للناس من خلال الحكايات والروايات والقصص والمذكرات.

### أماكن وجود الوثائق المتعلٍّقة بالفلسطينيين في الأرشيف الاسرائيلي.[10]
١) الأرشيفات الرسمية أو شبه رسمية، إذ تضم ما يلي:
-أرشيف الدولة الموجود في القدس.
-الأرشيف الصهيوني المركزي -القدس-.
-أرشيف الجيش -رمات جان-.
٢) أرشيف المنظمات السياسية والعسكرية:
-أرشيف منظمة الهاغانا -تل أبيب-.
-أرشيف منظمة إيتسل -يافا-.
-أرشيف الهستدروت -تل أبيب-.
٣) أرشيف المستعمرات "الكيبوتس" والمجالس البلدية:
تحتوي هذه المجموعة على مواد وصور نادرة للقرى الفلسطينيّة المدمرة سنة ١٩٤٨، وعلى معلومات تبيّن العائلات، والسكان، والمصادر، ومواقفهم تجاه المشروع الصهيوني والانتداب البريطاني. تنتمي إلى هذه المجموعة جميع نقاط الاستيطان اليهودية في فلسطين منذ بدء المشروع الاستيطاني اليهودي مطلع الثمنينات.